# Stefano III di Auxonne
Stefano III di Borgogna, Etienne in francese, Esteve in catalano e Stephanus in latino (1172 – 1241), fu conte di Auxonne e signore di Traves dal 1173 al 1237.

## Origine
Secondo la Chronica Albrici Monachi Trium Fontium Stefano era l'unico figlio del conte d'Auxonne e signore di Traves, Stefano II e della moglie, Giuditta di Lorena, che era figlia del Duca di Lorena, Mattia I e di Berta di Hohenstaufen.

Sia secondo il Recueil des chartes de l'abbaye de Cluny. Tome 5, che secondo la Chronica Albrici Monachi Trium Fontium Stefano II di Auxonne era il figlio primogenito del conte d'Auxonne,  conte di Vienne, Conte di Mâcon e anche reggente della Franca Contea di Borgogna, Guglielmo IV di Borgogna e della moglie, Ponzia o Alice di Traves, figlia, secondo la Histoire généalogique des sires de Salins au comté de Bourgogne, del signore di Traves, Tebaldo (1064 - 1122).

## Biografia
La prima citazione di Stefano si ha in un documento (non consultato) in cui suo padre, Stefano II (Stephanus comes Burgundie), fece una donazione all'Abbazia di Cîteaux, assieme alla moglie, Giuditta ed al figlio, Stefano (uxoris mee Joete et filii mei Stephani).
Suo padre, Stefano II, morì nel 1173, in quanto in quella data, secondo il documento n° LXXXVI delle Preuves de l'Histoire générale et particulière de Bourgogne. Tome 1, assieme alla moglie, Giuditta (Judith comitissa uxore mea), Stefano (Stephanus comes Burgundie et dominus de Treve) fece una donazione all'abbazia di Tart e sempre in quello stesso anno, suo zio, il Conte di Mâcon, Gerardo (Girardus in Burgundia comes Matisconensis), secondo un documento (non consultato) fece una donazione all'Abbazia di Cîteaux, in memoria del suo defunto fratello, Stefano (Stephanus comes frater meus).

Stefano succedette al padre, Stefano II di Auxonne come Stefano III di Auxonne (Stephanus comes filius comitis Stephani Burgund.), come ci viene confermato dal documento n° LXXXVII delle Preuves de l'Histoire générale et particulière de Bourgogne. Tome 1, quando Stefano confermò la donazione del padre all'abbazia di Tart.
Verso il 1186, secondo la Histoire de Chalon-sur-Saône, Stefano aveva sposato l'erede della Contea di Chalon, Beatrice, che sia secondo l'Histoire de Chalon-sur-Saône, che la Histoire civile et ecclésiastique, ancienne et moderne de la ville et cité de Chalon-sur-Saône. Tome 2, era l'unica figlia del Conte di Chalon, Guglielmo III e della moglie, di cui non conosciamo né il nome né gli ascendenti.
Stefano III era in contrasto con il Conte di Borgogna, Ottone I, per la città di Auxonne, e, secondo il documento n° 470 del Layettes du Trésor des Chartes, Volume 1, datato 1197, Stefano (Stephanus comes Auxone), in accordo con la moglie, Beatrice, ed il figlio, Stefano (assensu Beatricis uxoris mee et Stephani filii mei), fece un accordo con Ottone I (Odo dux Burgundie).
Dopo il 1197 (in quella data Beatrice e Stefano risultano ancora sposati), Stefano divorziò da Beatrice, riconoscendo come legittimi i figli.
Secondo il documento n° 4401 del Recueil des chartes de l'abbaye de Cluny. Tome 5, datato 1201, Stefano (Stephanus comes Burgondie et dominus Treve) fece una donazione alla chiesa di St Marcel, di Chalon, col figlio Stefano (Stephani filii mei) in memoria del padre, Stefano II (comes Stephanus pater meus).
Prima del 1200, Stefano si sposò in seconde nozze con Blandina di Chicon, di cui non si conoscono gli ascendenti; il documenti n° 93 delle Lettre touchant Béatrix comtesse de Chalon, datato 1208, inerente a una donazione a Stefano, figlio di Stefano II e di Blandina (Blandina mater eiusdem Stephani), citata come usufruttuaria della donazione stessa.
Nel 1209, Stefano (Stephanus comes Burgundie), assieme al figlio, Giovanni (Johanne filio meo), fece una donazione all'abbazia di Charlieu, come ci conferma la Histoire généalogique des sires de Salins au comté de Bourgogne. Tome 1.
Rimasto vedovo, Stefano, verso il 1210, aveva sposato, in terze nozze, Agnese di Dreux, figlia del conte, Roberto II di Dreux e di Iolanda di Coucy, come ci viene confermato dalla Chronica Albrici Monachi Trium Fontium.
Stefano III (Estiennes cons de Bourgoigne), secondo il documento n° 2032 del Layettes du Trésor des Chartes, Volume 2, datato 1229, assieme al figlio Giovanni (Jehans cons de Chalon) e alla terza moglie Agnese (Agnes famme le conte Esteveon) garantì dei diritti ai cittadini di della città di Auxonne.
Nel 1237, suo figlio, Giovanni, Conte di Chalon (Ioannes comes Burgundiæ et Cabilonensis) cedette al suo parente e signore, Ugo IV, duca di Borgogna (domino et consanguineo meo Hugone Duci Burgundiæ) la Contea di Chalon e la contea di Auxonne (ricevuta in dono da Stefano, che si ritirò in convento) in cambio della signoria di Salins, con l'approvazione di Stefano (comes Stephanus pater dicti comitis Cabilonens) come viene riportato nelle Preuves de l'Histoire généalogique de la maison de Vergy.
Stefano morì nel 1241; il 19 marzo, come confermano i documenti delle Lettre touchant Béatrix comtesse de Chalon
- n° 84 (XVII Kal Apr obijt comes Stephanus pater comitis Iohannis)[20]
- n° 85, in cui viene citata anche una donazione del figlio, Giovanni[21].

## Matrimoni e discendenza
Stefano da Beatrice di Chalon aveva avuto cinque figli:
- Stefano († dopo il 1201), citato col padre, Stefano III di Auxonne, nel documento n° 4401 del Recueil des Chartes de Cluny, tomus 5[22]
- Agnese († dopo il 1220), che aveva sposato Riccardo conte di Montbéliard, come da documento n° 31 del Cartulaire de Hugues de Chalon (1220-1319)[23]
- Clemenza († dopo il 1235), che aveva sposato Bertoldo V di Zähringen[24]
- Giovanni, Conte di Chalon[25]
- Beatrice  († 1261), signora di Marnay, che aveva sposato, in prime nozze, Aimone II, signore di Faucigny, ed in seconde nozze, Simone signore di Joinville.

Stefano dalla seconda moglie, Blandina di Chicon, aveva avuto un figlio:
- Stefano, citato nel documenti n° 93 delle Lettre touchant Béatrix comtesse de Chalon[15].

Stefano dalla terza moglie, Agnese di Dreux, non aveva avuto figli.
Stefano, secondo le Europäische Stammtafeln, volume XIII, Les familles féodales de France I (non consultato), aveva sposato in quarte nozze, Margherita, signora d'Oiselles.

Dato che sia nel 1229 e sia nel 1237, alcuni documenti riportano che la moglie di Stefano era ancora Agnese, probabilmente Margherita fu un'amante, altrimenti verrebbe da pensare che Stefano III fosse bigamo.

Stefano dalla quarta moglie o amante, Margherita, aveva avuto un figlio:
- Simone, citato da Constance Brittain Bouchard, nel suo Sword, Miter, and Cloister: Nobility and the Church in Burgundy, 980–1198, (Cornell University Press, 1987) (non consultato)[5].

## Ascendenza
|                          |                    |                        | Genitori               |  |  | Nonni |  |  | Bisnonni           |  |  | Trisnonni               |  |
|                          |                    |                        |                        |  |  |       |  |  | Stefano I di Mâcon |  |  | Guglielmo I di Borgogna |  |
|                          |                    |                        |                        |  |  |       |  |  | Stefano I di Mâcon |  |  | Guglielmo I di Borgogna |  |
|                          |                    | Stefania di Borgogna   |                        |  |  |       |  |  | Stefano I di Mâcon |  |  |                         |  |
| Guglielmo IV di Borgogna |                    |                        |                        |  |  |       |  |  | Stefano I di Mâcon |  |  |                         |  |
|                          |                    | Beatrice di Lorena     | Gerardo di Lorena      |  |  |       |  |  |                    |  |  |                         |  |
|                          |                    | Beatrice di Lorena     | Gerardo di Lorena      |  |  |       |  |  |                    |  |  |                         |  |
|                          |                    | Beatrice di Lorena     | Edvige di Namur        |  |  |       |  |  |                    |  |  |                         |  |
| Stefano II di Auxonne    |                    | Beatrice di Lorena     |                        |  |  |       |  |  |                    |  |  |                         |  |
|                          |                    | Tebaldo di Traves      | …                      |  |  |       |  |  |                    |  |  |                         |  |
|                          |                    | Tebaldo di Traves      | …                      |  |  |       |  |  |                    |  |  |                         |  |
|                          |                    | Tebaldo di Traves      | …                      |  |  |       |  |  |                    |  |  |                         |  |
| Alice di Traves          |                    | Tebaldo di Traves      |                        |  |  |       |  |  |                    |  |  |                         |  |
|                          |                    | …                      | …                      |  |  |       |  |  |                    |  |  |                         |  |
|                          |                    | …                      | …                      |  |  |       |  |  |                    |  |  |                         |  |
|                          |                    | …                      | …                      |  |  |       |  |  |                    |  |  |                         |  |
| Stefano III d'Auxonne    |                    | …                      |                        |  |  |       |  |  |                    |  |  |                         |  |
|                          | Simone I di Lorena | Teodorico II di Lorena |                        |  |  |       |  |  |                    |  |  |                         |  |
|                          | Simone I di Lorena | Teodorico II di Lorena |                        |  |  |       |  |  |                    |  |  |                         |  |
|                          | Simone I di Lorena | Edvige di Formbach     |                        |  |  |       |  |  |                    |  |  |                         |  |
| Mattia I di Lorena       | Simone I di Lorena |                        |                        |  |  |       |  |  |                    |  |  |                         |  |
|                          |                    | Adelaide di Lovanio    | Enrico III di Lovanio  |  |  |       |  |  |                    |  |  |                         |  |
|                          |                    | Adelaide di Lovanio    | Enrico III di Lovanio  |  |  |       |  |  |                    |  |  |                         |  |
|                          |                    | Adelaide di Lovanio    | Gertrude delle Fiandre |  |  |       |  |  |                    |  |  |                         |  |
| Giuditta di Lorena       |                    | Adelaide di Lovanio    |                        |  |  |       |  |  |                    |  |  |                         |  |
|                          |                    | Federico II di Svevia  | Federico I di Svevia   |  |  |       |  |  |                    |  |  |                         |  |
|                          |                    | Federico II di Svevia  | Federico I di Svevia   |  |  |       |  |  |                    |  |  |                         |  |
|                          |                    | Federico II di Svevia  | Agnese di Waiblingen   |  |  |       |  |  |                    |  |  |                         |  |
| Berta di Hohenstaufen    |                    | Federico II di Svevia  |                        |  |  |       |  |  |                    |  |  |                         |  |
|                          |                    | Giuditta di Baviera    | Enrico IX di Baviera   |  |  |       |  |  |                    |  |  |                         |  |
|                          |                    | Giuditta di Baviera    | Enrico IX di Baviera   |  |  |       |  |  |                    |  |  |                         |  |
|                          |                    | Giuditta di Baviera    | Wulfhilde di Sassonia  |  |  |       |  |  |                    |  |  |                         |  |
|                          |                    | Giuditta di Baviera    |                        |  |  |       |  |  |                    |  |  |                         |  |

### Fonti primarie
- (LA)  Histoire générale et particulière de Bourgogne. Tome 1.
- (LA)  Recueil des chartes de l'abbaye de Cluny. Tome 5.
- (LA)  #ES Layettes du Trésor des Chartes, Volume 1.
- (FR)  Layettes du Trésor des Chartes, Volume 2.
- (LA)  Monumenta Germaniae Historica, Scriptores, tomus XXIII.
- (FR)  Histoire civile et ecclésiastique, ancienne et moderne de la ville et cité de Chalon.
- (LA)  Cartulaire de Hugues de Chalon (1220-1319).
- (LA)  (FR)  André Duchesne, Histoire généalogique de la maison de Vergy.

### Letteratura storiografica
- (FR)  Histoire de Chalon-sur-Saône.
- (FR)  Histoire de Chalon-sur-Saône du VIIIème au XIIIème.
- (FR)  André Duchesne, Histoire généalogique de la maison de Vergy, volume 1.